# Lachesis muta
Espèce
Synonymes
- Crotalus mutus Linnaeus, 1766
- Coluber crotalinus Gmelin, 1789
- Scytale catenatus Latreille in Sonnini & Latreille, 1802
- Scytale ammodytes Latreille in Sonnini & Latreille, 1802
- Coluber alecto Shaw, 1802
- Lachesis ater Daudin, 1803
- Lachesis atra Daudin, 1803
- Lachesis rhombeata Wied-Neuwied, 1824
- Trigonocephalus brasiliensis Liais, 1872
- Lachesis muta noctivaga Hoge, 1966
- Lachesis muta muta (Linnaeus, 1766)
- Lachesis muta rhombeata Wied-Neuwied, 1824

Lachesis muta est une espèce de serpents de la famille des Viperidae.
En Guyane, il est appelé « Grage grands carreaux », en raison de la couleur de sa robe. Autre nom français : « Maître de la brousse ». En portugais (du Brésil), il est appelé Surucucu, Surucucutinga ou encore Surucucu de fogo. En anglais il est appelé bushmaster.

## Distribution et habitat
Cette espèce se rencontre en Amérique du Sud dans la forêt amazonienne, sur le plateau des Guyanes ainsi que sur l'île de la Trinité. Elle vit sur le sol des forêts tropicales, de préference primaires ou anciennement secondarisées.

## Description

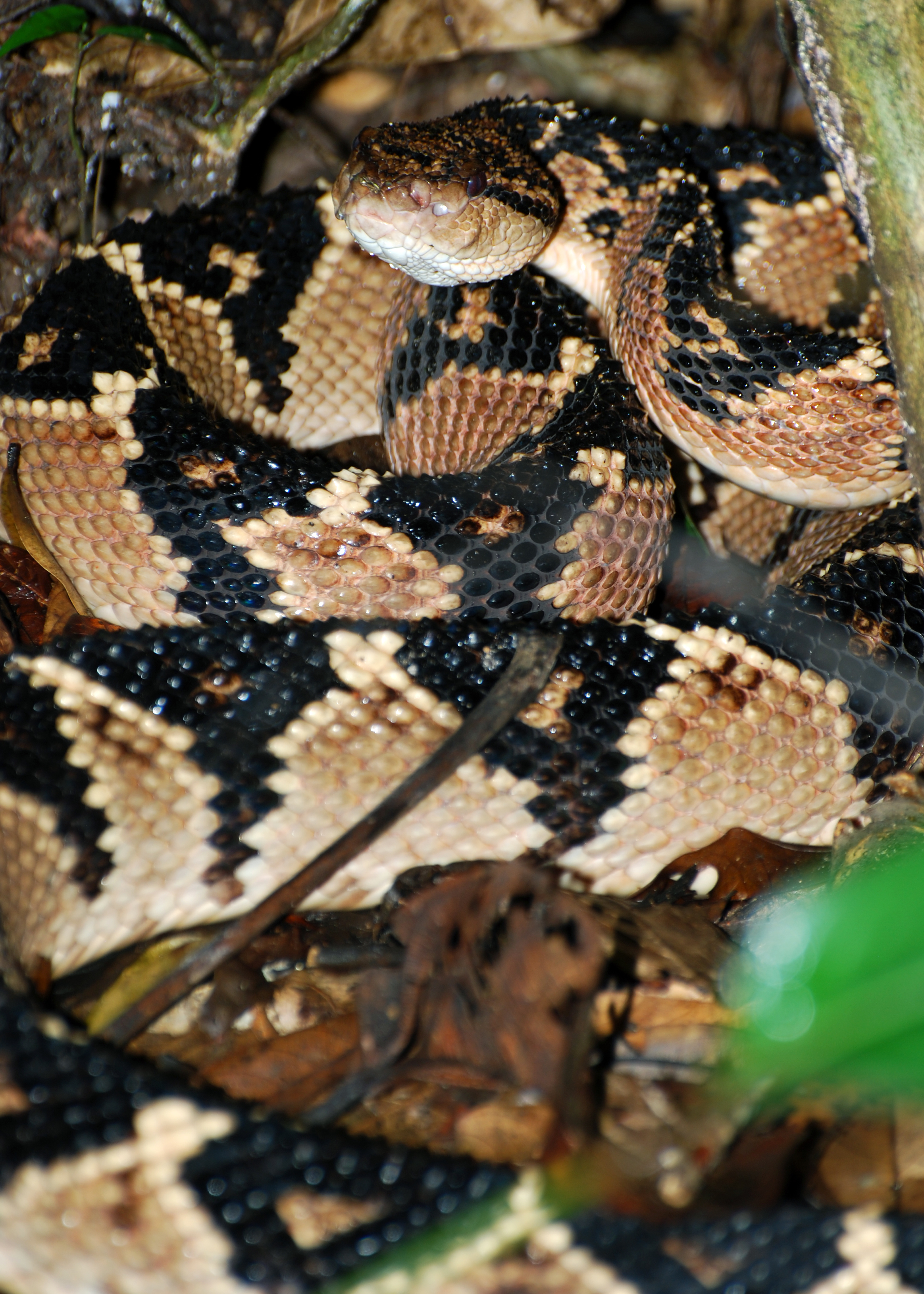

C'est le plus grand serpent venimeux d'Amérique du Sud : il mesure entre 2 et 3,5 m de long, c'est la plus grande espèce de vipère du monde. Lachesis muta est beige avec des losanges noirs caractéristiques sur le dos, ses écailles sont fortement carénées ce qui lui donne un aspect "rugueux". C'est un serpent ovipare, ce qui est une caractéristique rare chez les viperidae.

## Comportement
C'est un serpent nocturne, le jour il reste lové sur le sol ou occupe des terriers de mammifères. La nuit il chasse à l'affut, il se nourrit exclusivement de mammifères, principalement de marsupiaux et de rongeurs, y compris d'espèces de taille relativement importante comme les agoutis.

## Venin
C'est un serpent venimeux solénoglyphe, les accidents sont rares car cette espèce évolue dans des milieux peu fréquentés par l'homme, de plus Lachesis muta est généralement peu agressif. Du fait de la taille de ce serpent les envenimations sont graves car il peut injecter une grande quantité de venin. Son venin est nécrotique et hémorragique.

## Étymologie
Lachésis est le nom qu'Hésiode donne à une des Moires : par là, on veut signifier que le serpent est si dangereux qu'il tient votre destin en main. Le mot muta vient du latin mutus, muet, en référence au fait qu'à la différence du crotale, sa queue ne trémule pas : il est muet.

## Publication originale
- Linnaeus, 1766 : Systema naturæ per regna tria naturæ, secundum classes, ordines, genera, species, cum characteribus, differentiis, synonymis, locis. Tomus I. Editio duodecima, reformata. Laurentii Salvii, Stockholm, Holmiae, p. 1-532.

## Liste des sous-espèces
- Lachesis muta muta (Linnaeus,1766)[4].
- Lachesis muta rhombeata Wied-Neuwied, 1824[4].